# كفر أبو العينين
قرية كفر أبو العينين هي إحدى القرى التابعة لمركز ميت غمر في محافظة الدقهلية في جمهورية مصر العربية. حسب إحصاءات سنة 2006، بلغ إجمالي السكان في كفر أبو العينين 831 نسمة، منهم 447 رجل و384 امرأة.